# 虹色あるけミカン Magic of alchemy
『虹色あるけミカン Magic of alchemy』（にじいろあるけみかん マジック オブ アルケミー）は、2007年8月31日にしらたまから発売されたWindows用アダルトゲームである。

## ストーリー
葉山雄大（主人公）は「聖乃（ひじりの）魔法学校」の2年生。親元を離れ学生個室寮に住み平穏な学生生活を送っていた。
そんなある日、同級生で天才錬金術師の葛木桃花（くずき　とうか）に『純金』が作れそうだと言われるが、その原料には『精液』が必要だと言う。多少のいざこざはあったが雄大は桃花に精液を提供した。この錬金術から生まれたのは何の変哲もない（ように見える）植物の種。この植物が付ける果実が純金になるんだろうという期待を胸にこの植物を育てる2人。
数日後にこの植物が付けたものは虹色に輝くミカンだった。がっかりと落ち込む桃花を少しでも元気付けるため雄大はこの虹色のミカンを「あるけミカン」と名づける。

## 主な登場人物

### 攻略可能ヒロイン
葛木桃花（くずき とうか）
声：羽沢月乃
身長155cm　体重45kg　B82/W55/H84
幼馴染の同級生。
紬綾音（つむぎ あやね）
声：松田理沙
身長158cm　体重48kg　B84/W57/H88
憧れの先輩。
間宮凛子（まみや りんこ）
声：青山ゆかり
身長162cm　体重50kg　B88/W59/H86
口うるさいクラス委員長。
屋上ひかり（やがみ ひかり）
声：茶谷やすら
身長152cm　体重43kg　B76/W54/H79
同じ寮の後輩。

### その他の人物
- 葉山雄大（はやま ゆうだい）（声：なし） - 主人公
- 黛智子（まゆずみ ともこ）（声：如月葵） - 教員
- 方丈由紀恵（ほうじょう ゆきえ）（声：このかなみ） - 同級生
- 紬千早（つむぎ ちはや）（声：理多） - 綾音の妹

## 主なスタッフ
- 原画：福永ユミ
- シナリオ：奈落ハジメ

## 主題歌
オープニング「ミラクルをマジ☆マジカル」
作詞：山根かつみ / 作曲：ロドリゲスのぶ / 編曲：Beans.M / 歌：NANA
エンディング「コイノハナ」
作詞：角野聡子 / 作曲・編曲：ロドリゲスのぶ / 歌：月子